# Mielno
Mielno (deutsch Großmöllen, auch Groß Möllen) ist eine Stadt im Powiat Koszaliński der polnischen Woiwodschaft Westpommern. Sie ist Sitz der Stadt-und-Land-Gemeinde Mielno.

## Geographische Lage
Der Ort liegt an der hinterpommerschen Ostseeküste, etwa zwölf Kilometer nordwestlich von Koszalin (Köslin), am Westende des lagunenartigen Jamno (Jamunder See).
|  |

## Geschichte

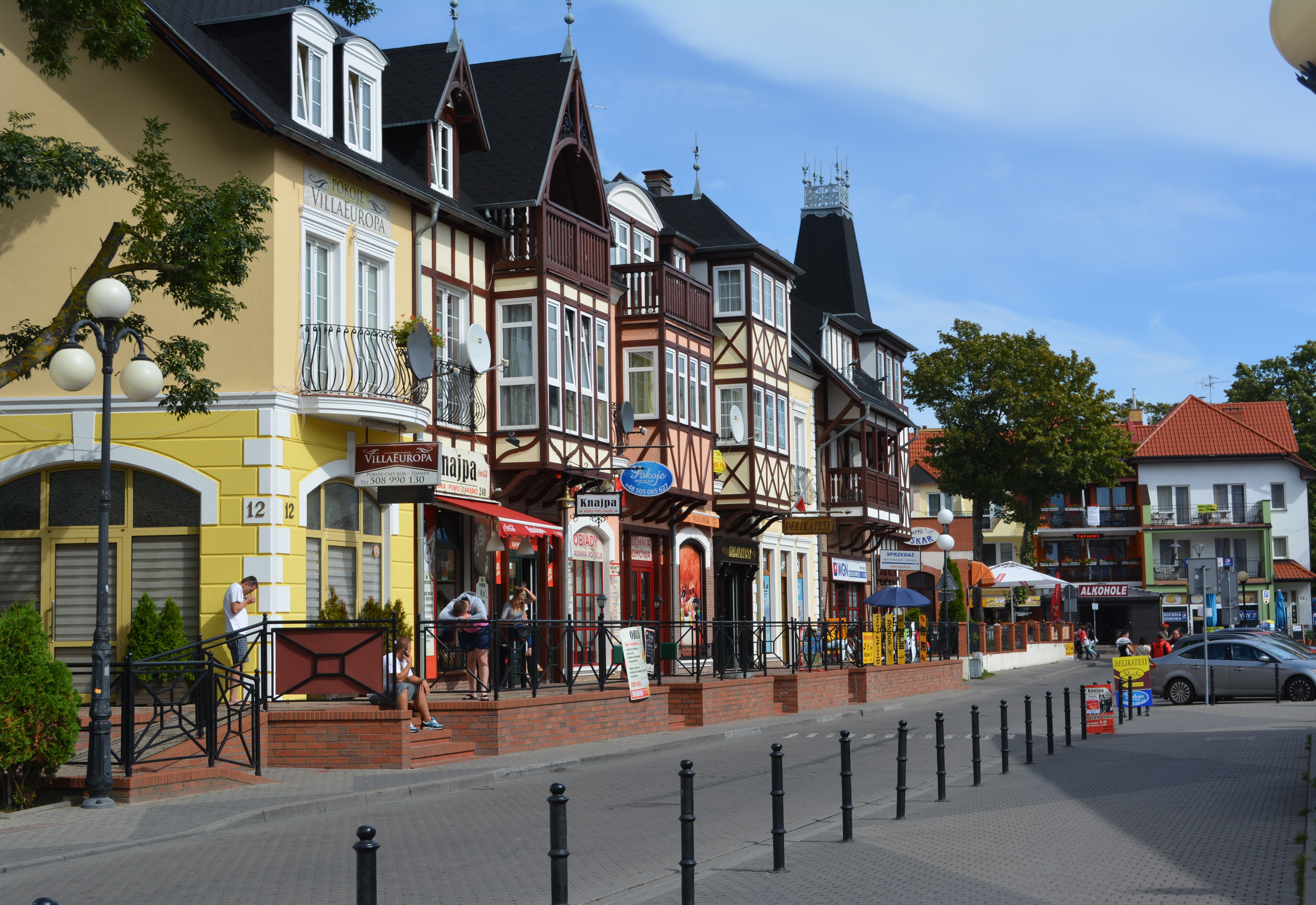
Geschäftsstraße des Dorfs

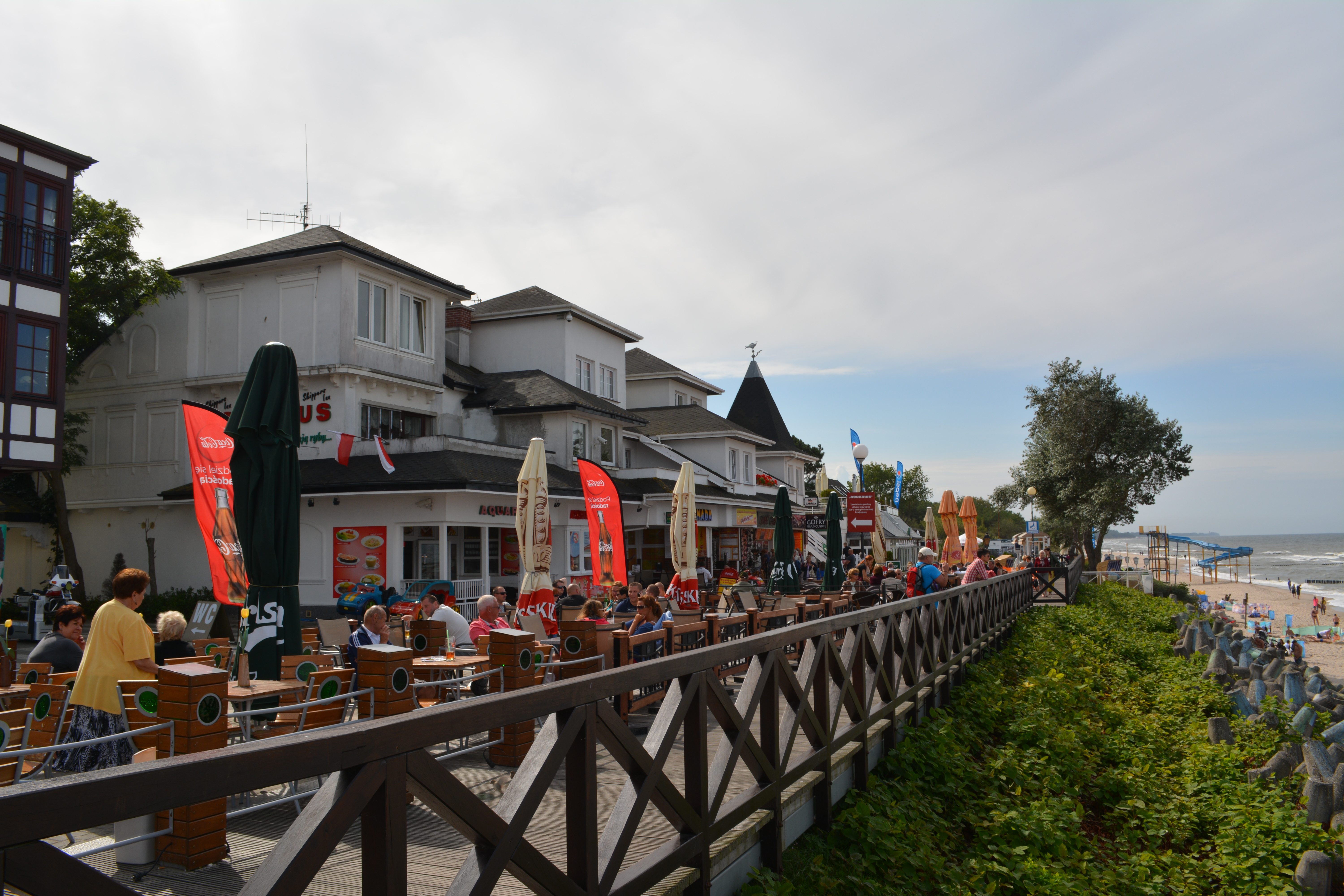
Strandpromenade in Mielno

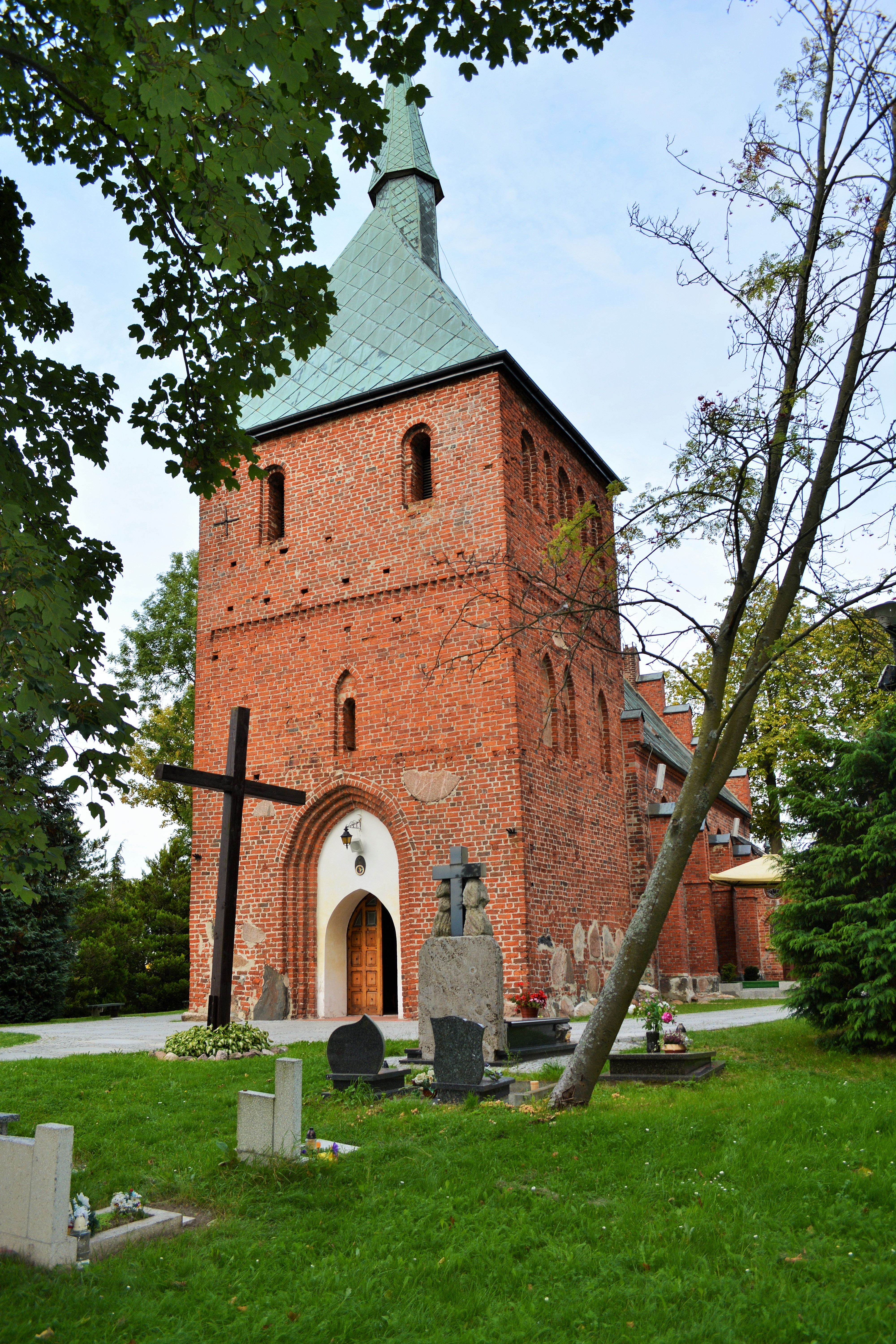
Dorfkirche (bis 1945 evangelisch)

Im Gemeindegebiet befinden sich Überreste einer Siedlung aus dem 9. oder 10. Jahrhundert. Die erste urkundliche Erwähnung, als Melne, stammt aus dem Jahre 1226. Im Jahre 1333 wurde die Ortschaft von Henning Schlieff an die aus Kolberg stammende Familie Damitz verkauft, blieb bis 1776 in deren Besitz und wurde anschließend von einem Gläubigervorstand verwaltet. Ungefähr in der Zeit vom 14. bis zum 16. Jahrhundert existierte in Groß Möllen ein Handels- und Fischereihafen. Groß Möllen wurde im Jahre 1804 von der Familie Schmeling für 7000 Taler von einem Mitglied der Familie Below gekauft.
Großmöllen entwickelte sich um die Wende zum 20. Jahrhundert zum Urlaubsort, der insbesondere von Gästen aus Berlin, Stettin und Köslin besucht wurde.
1905 wurde Großmöllen durch die Kleinbahngesellschaft Güdenhagen–Groß Möllen an das Eisenbahnnetz angeschlossen. Die Bahnverbindung wurde 1913 durch die Kösliner Stadt- und Strandbahn nach Köslin abgelöst. Die Anzahl der Badegäste pro Jahr, die vor dem Ersten Weltkrieg bei über tausend gelegen hatte, sank nach Kriegsende leicht. 1938 wurde die Strandbahn stillgelegt und durch eine Kraftpostlinie ersetzt.
Gegen Ende des Zweiten Weltkriegs wurde die Region um Köslin von der Roten Armee besetzt. Nach Kriegsende wurde Großmöllen in Mielno umbenannt. Es begann die Zuwanderung von Polen und Ukrainern, Deutsche wurden, so nicht zuvor geflüchtet, im Allgemeinen vertrieben. Zum 1. Januar 2017 wurde Mielno zur Stadt erhoben.

### Bevölkerungsentwicklung
| Jahr | Einwohner | Anmerkungen                                         |
| ---- | --------- | --------------------------------------------------- |
| 1905 | 416       | davon 230 in der Landgemeinde und 186 im Gutsbezirk |
| 1909 | 450       | 1200 Badegäste                                      |
| 1923 | 450       | 955 Badegäste.                                      |
| 1925 | 756       | darunter 742 Evangelische und neun Katholiken       |
| 1933 | 726       | [ 9 ]                                               |
| 1939 | 981       | [ 9 ]                                               |

## Wirtschaft und Infrastruktur
Die Gemeinde lebt zum großen Teil vom Fremdenverkehr, sie galt bereits am Ende des 19. Jahrhunderts als ein Kurort. Ferner wird Fischerei betrieben. Es gibt keine Industrie. Ca. 34 % der Gemeindefläche wird landwirtschaftlich genutzt, fast 10 % als Waldfläche.
Im November 2011 verkündete der polnische Energiekonzern PGE, dass der Ortsteil Gąski als einer von drei potentiellen Standorten für den Bau eines Kernkraftwerkes in Frage käme. In einer, rechtlich allerdings nicht bindenden, Volksabstimmung im Februar 2012 sprachen sich von 4100 Wahlberechtigten 2237 Bürger gegen und 125 für den Bau aus.

### Tourismus
Im Sommer lebt die Ortschaft aufgrund ihrer hochfrequentierten Touristikerlebniswelten stark auf.

### Verkehr
Der Ort ist mit einer Nebenstrecke von Koszalin an das polnische Eisenbahnnetz angeschlossen.

## Söhne und Töchter des Ortes
- Adolf von Schmeling (1807–1886), deutscher Verwaltungsjurist, Regierungspräsident in Königsberg
- Dieter Martiny (* 1944), deutscher Rechtswissenschaftler und Hochschullehrer

## Gmina Mielno
Die Stadt-und-Land-Gemeinde Mielno umfasst eine Fläche von 62,54 km² bei einer Einwohnerzahl von etwa 5.000. Sie ist in acht Ortsteile (sołectwo) untergliedert, die sich in 13 Ortschaften untergliedern.
Im Gemeindegebiet gibt es drei verschiedene Postleitzahlengebiete:
- Łazy        = 76-002
- Mielno      = 76-032
- Sarbinowo   = 76-034

### Gemeindegliederung
Ortsteile:
| - Chłopy (Bauerhufen) - Gąski (Funkenhagen) - Łazy (Laase) - Mielenko (Klein Möllen) | - Mielno (Groß Möllen) - Niegoszcz (Eckern) - Sarbinowo (Sorenbohm) - Unieście (Nest) |

Andere Ortschaften:
| - Barnowo (Bannow) - Czajcze (Deep) - Komorniki (Feldkathen) - Mielenko-Kolonia (Klein Möllen-Cölln) | - Paprotno (Parpart) - Pękalin (Ellerhof) - Podamirowo (Puddemsdorf) - Radzichowo (Idashof) |